# Embalaje para detergente

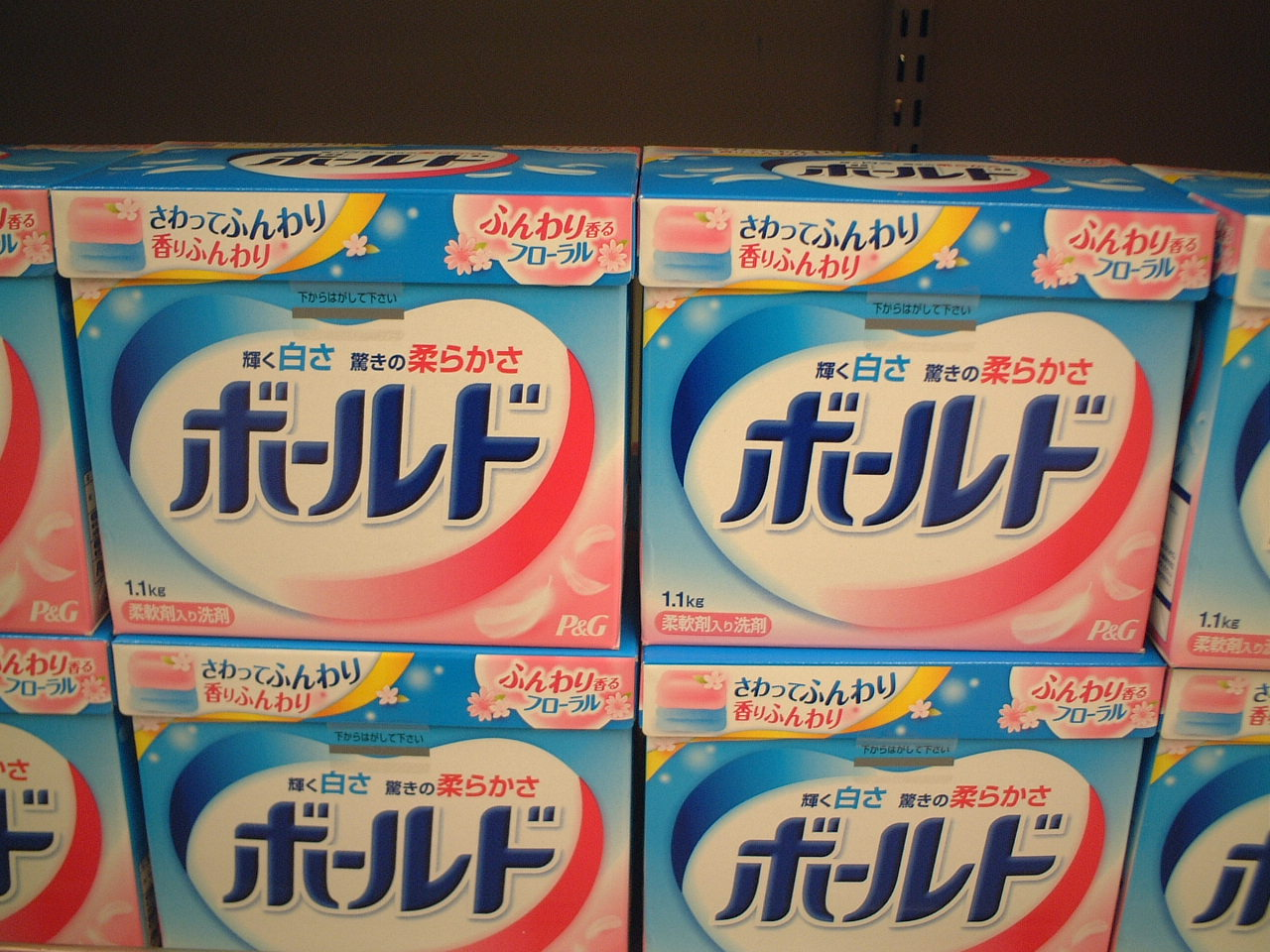
Embalaje para detergente

Al ser un material pulverulento, el detergente en polvo utiliza un embalaje específico para su almacenaje y transporte. 
La caja se compone de un aro interior de cartón ondulado en onda micro (E), también llamado 'inlet' y de una plancha de cartoncillo exterior. Las dos piezas se fabrican por separado y se pegan en una pegadora de doble introductor. La lámina de cartoncillo lleva un tratamiento de extrusionado de polietileno para proteger el contenido de la humedad. La impresión suele realizarse en óptima calidad offset pues se trata de productos apoyados por amplias campañas publicitarias. Por la misma razón, el barniz aplicado suele ser ultravioleta pues proporciona mejor acabado que el acrílico. En algunas ocasiones se añade un asa de plástico exterior que se remacha a los laterales de la caja.
- Datos: Q5830375